# Spy Classroom
Spy Classroom (スパイ教室, Supai kyōshitsu), aussi connu sous le nom Spy Room, est une série de light novel japonaise écrite par Takemachi et illustrée par Tomari. Le premier volume paraît le 18 janvier 2020. La série est éditée par Fujimi Shobo et treize volumes de la série principale ainsi que cinq histoires courtes sont parus au 20 juin 2025. Une adaptation en manga dessinée alternativement par Kaname Seu et Benishake est prépubliée dans le magazine Monthly Comic Alive de Media Factory depuis mai 2020. Trois volumes reliés sont parus au 20 juillet 2022. Une adaptation en série d'animation produite par le studio Feel est diffusée de janvier à mars 2023. Une deuxième saison est diffusée depuis juillet 2023.
La série est lauréate du 32e Grand Prix Fantasia (ja) de 2020. Elle se classe également 2e bunkobon du Kono light novel ga sugoi! de 2021.

## Synopsis
Après la fin d'une guerre mondiale dévastatrice, des traités de paix sont signés par les pays du monde entier et des organisations internationales sont créées avec la paix comme credo. La réalité des nombreuses pertes causées par la guerre conduit les pays du monde entier à modifier leur perception selon laquelle la guerre est rentable. Aujourd'hui, dix ans après la fin de la guerre, une guerre de l'information, une guerre de l'ombre, est menée par des espions.
C'est ainsi qu'est créée l'équipe d'espionnage « Étincelle », composée de Klaus, un espion brillant mais aux méthodes spéciales, et de jeunes filles sans expérience.

## Personnages
Klaus (クラウス, Kurausu)
Voix japonaise : Yūichirō Umehara
Lily (リリィ, Rirī), nom de code Flower Garden (花園, Hanazono)
Voix japonaise : Sora Amamiya
Grete (グレーテ, Gurēte), nom de code Daughter Dearest (愛娘, Manamusume)
Voix japonaise : Miku Itō
Sibylla (ジビア, Jibia), nom de code Pandemomiun (百鬼, Hyakki)
Voix japonaise : Nao Tōyama
Monika (モニカ), nom de code Glint (氷刃, Hyojin)
Voix japonaise : Aoi Yūki
Thea (ティア, Tia), nom de code Dreamspeaker (夢語, Yumegatari)
Voix japonaise : Sumire Uesaka
Sara (サラ), nom de code Meadow (草原, Sōgen)
Voix japonaise : Ayane Sakura
Annett (アネット, Anetto), nom de code Forgetter (忘我, Bōga)
Voix japonaise : Tomori Kusunoki
Erna (エルナ, Eruna), nom de code Fool (愚人, Gujin)
Voix japonaise : Inori Minase

## Production et supports

### Light novel
La série de light novel est écrite par Takemachi et illustrée par Tomari. Elle est éditée sous le label Fujimi Fantasia Bunko de Fujimi Shobo depuis le 18 janvier 2020. Au 20 juin 2025, treize volumes de la série principale et cinq histoires courtes sont parus. 

#### Liste des volumes
| no                | Japonais                                               | Japonais          | Japonais          |
| no                | Titre                                                  | Date de sortie    | ISBN              |
| ----------------- | ------------------------------------------------------ | ----------------- | ----------------- |
| 1                 | “Hanazono” no Rirī (《花園》のリリィ)                  | 18 janvier 2020   | 978-4-04-073480-4 |
| 2                 | “Manamusume” no Gurēte (《愛娘》のグレーテ)            | 17 avril 2020     | 978-4-04-073636-5 |
| 3                 | “Bōga” no Anetto (《忘我》のアネット)                  | 20 août 2020      | 978-4-04-073740-9 |
| 4                 | “Yume-go” no Tia (《夢語》のティア)                    | 19 décembre 2020  | 978-4-04-073741-6 |
| Histoire courte 1 | Hanayome rowai yaru (花嫁ロワイヤル)                   | 19 mars 2021      | 978-4-04-074066-9 |
| 5                 | “Gujin” no Eruna (《愚人》のエルナ)                    | 20 mai 2021       | 978-4-04-073742-3 |
| 6                 | “Hyakki” no Jibia (《百鬼》のジビア)                   | 18 septembre 2021 | 978-4-04-074253-3 |
| Histoire courte 2 | Watashi wo aishita supai sensei (私を愛したスパイ先生) | 18 décembre 2021  | 978-4-04-074358-5 |
| 7                 | “Hyōjin” no Monika (《氷刃》のモニカ)                  | 18 mars 2022      | 978-4-04-074254-0 |
| 8                 | “Sōgen” no Sara (《草原》のサラ)                       | 20 juillet 2022   | 978-4-04-074607-4 |
| Histoire courte 3 | Hanemoonshalaker (ハネムーン・レイカー)                | 20 octobre 2022   | 978-4-04-074728-6 |
| 9                 | “Garakuta” no Anetto (《我楽多》のアネット)            | 20 janvier 2023   | 978-4-04-074766-8 |
| Histoire courte 4 | No taimu to shisa (NO TIME TO 退)                      | 17 mars 2023      | 978-4-04-074919-8 |
| 10                | “Takamagahara” no Sara (《高天原》のサラ)              | 20 juillet 2023   | 978-4-04-075017-0 |
| 11                | “Tsukiyakiba” no Monica (《付焼刃》のモニカ)           | 17 novembre 2023  | 978-4-04-075018-7 |
| Histoire courte 5 | "Homura” yori ai o komete (『焔』より愛をこめて)       | 20 février 2024   | 978-4-04-075264-8 |
| 12                | "Man gu setsu" no erna (《万愚節》のエルナ)            | 19 octobre 2024   | 978-4-04-075338-6 |
| 13                | "Ryōka" no Kurausu (《燎火》のクラウス)                | 20 juin 2025      | 978-4-04-075893-0 |

### Manga
Une adaptation en manga est prépubliée dans le magazine Monthly Comic Alive de Media Factory. La première partie, illustrée par Kaname Seu, paraît entre le 27 mai 2020 et le 27 avril 2022. Le manga a été compilé en trois volumes tankōbon depuis le 20 juillet 2022.
Une deuxième partie du manga illustrée par Benishake et une troisième partie illustrée par Seu ont toutes deux commencé leur prépublication dans ce magazine le 27 juin 2022. Depuis le 17 novembre 2023, les deux séries sont composées de 2 volumes tankōbon chacune.
Une quatrième est publiée en volumes tankōbon depuis le 27 décembre 2024.  Le manga a été compilé en deux volumes tankōbon depuis le 28 mars 2025.

#### Liste des volumes

##### Premère partie
| no | Japonais         | Japonais          |
| no | Date de sortie   | ISBN              |
| -- | ---------------- | ----------------- |
| 1  | 23 décembre 2020 | 978-4-04-680002-2 |
| 2  | 23 août 2021     | 978-4-04-680542-3 |
| 3  | 20 juillet 2022  | 978-4-04-681523-1 |

##### Deuxième partie
| no | Japonais         | Japonais          |
| no | Date de sortie   | ISBN              |
| -- | ---------------- | ----------------- |
| 1  | 21 février 2023  | 978-4-04-682136-2 |
| 2  | 17 novembre 2023 | 978-4-04-682841-5 |

##### Troisième partie
| no | Japonais         | Japonais          |
| no | Date de sortie   | ISBN              |
| -- | ---------------- | ----------------- |
| 1  | 21 février 2023  | 978-4-04-682137-9 |
| 2  | 17 novembre 2023 | 978-4-04-682842-2 |

##### Quatrième partie
| no | Japonais         | Japonais          |
| no | Date de sortie   | ISBN              |
| -- | ---------------- | ----------------- |
| 1  | 27 décembre 2024 | 978-4-04-811298-7 |
| 2  | 28 mars 2025     | 978-4-04-811472-1 |

### Anime
Une adaptation en série d'animation est annoncée lors de l'événement Fantasia Bunko Online Festival 2022 le 13 mars 2022. La série est produite par le studio Feel et réalisée par Keiichiro Kawaguchi, avec des scripts écrits par Shinichi Inotsume et des conceptions de personnages gérées par Sumie Kinoshita. La musique est composée par Yoshiaki Fujisawa. La série est diffusée du 5 janvier 2023 au 30 mars 2023 sur AT-X au Japon,. En France, la série est diffusée sur la plateforme ADN.
Afin de renforcer l'effet de surprise de l'apparition deus ex machina du personnage d'Erna à la toute fin de la mission « Flower Garden » (épisode no 3), la production a volontairement caché son existence dans les documents promotionnels et les visuels officiels jusqu'à la diffusion de l'épisode, ainsi que l'identité de sa seiyū.
Le 7 avril 2023, une deuxième saison est annoncée pour juillet 2023. La série est de nouveau réalisée par Kawaguchi avec la même équipe. Elle est diffusée du 13 juillet 2023 au 28 septembre 2023 sur AT-X au Japon et d'autres chaînes. La série est de nouveau diffusée sur ADN dans les pays francophones.

#### Génériques
| Titre            | Artiste    | Saisons | Épisodes |
| ---------------- | ---------- | ------- | -------- |
| Tōmoshibi (灯火) | Nonoc (ja) | 1       | 1-12     |
| Rakuen (楽園)    | Nonoc (ja) | 2       | 13-      |

| Titre                   | Artiste              | Saisons | Épisodes |
| ----------------------- | -------------------- | ------- | -------- |
| Secret Code             | Konomi Suzuki        | 1       | 1-3,5    |
| Fool on the Secret      | Erna (Inori Minase)  | 1       | 4        |
| DON’T                   | Sybilla (Nao Tōyama) | 1       | 6        |
| SPARKLEscape            | Sara (Ayane Sakura)  | 1       | 7        |
| Nuisance (ニューサンス) | Sajou no Hana        | 2       | 13-      |

#### Liste des épisodes

##### Saison 1
| No | Titre français,                               | Titre japonais          | Titre japonais                | Date de 1re diffusion |
| No | Titre français,                               | Kanji                   | Rōmaji                        | Date de 1re diffusion |
| -- | --------------------------------------------- | ----------------------- | ----------------------------- | --------------------- |
| 1  | Mission : Flower Garden 1                     | MISSION 《花園》Ⅰ       | Misshon « Hanazono » I        | 5 janvier 2023        |
| 2  | Mission : Flower Garden 2                     | MISSION 《花園》Ⅱ       | Misshon « Hanazono » II       | 12 janvier 2023       |
| 3  | Mission : Flower Garden 3                     | MISSION 《花園》Ⅲ       | Misshon « Hanazono » III      | 19 janvier 2023       |
| 4  | Dossier : Erna, nom de code Fool              | File 《愚人》のエルナ   | Fairu « Gujin » no Eruna      | 26 janvier 2023       |
| 5  | Dossier : L'entrainement de l'Étincelle       | File《灯》の時間        | Fairu « Akari » no jikan      | 2 février 2023        |
| 6  | Dossier : Sybilla, nom de code Pandemomiun    | File 《百鬼》のジビア   | Fairu « Hyakki » no Jibia     | 9 février 2023        |
| 7  | Dossier : Sara, nom de code Meadow            | File 《草原》のサラ     | Fairu « Sōgen » no Sara       | 16 février 2023       |
| 8  | Mission : Daughter Dearest 1                  | MISSION 《愛娘》Ⅰ       | Misshon « Manamusume » I      | 2 mars 2023           |
| 9  | Mission : Daughter Dearest 2                  | MISSION 《愛娘》ⅠⅠ      | Misshon « Manamusume » II     | 9 mars 2023           |
| 10 | Mission : Daughter Dearest 3                  | MISSION 《愛娘》ⅠⅠⅠ     | Misshon « Manamusume » III    | 16 mars 2023          |
| 11 | Mission : Daughter Dearest 4                  | MISSION 《愛娘》IV      | Misshon « Manamusume » IV     | 23 mars 2023          |
| 12 | Dossier : Grete, nom de code Daughter Dearest | File 《愛娘》のグレーテ | Fairu « Manamusume » no Gurēt | 30 mars 2023          |

##### Saison 2
| No      | Titre français                            | Titre japonais          | Titre japonais              | Date de 1re diffusion |
| No      | Titre français                            | Kanji                   | Rōmaji                      | Date de 1re diffusion |
| ------- | ----------------------------------------- | ----------------------- | --------------------------- | --------------------- |
| 1 (13)  | Mission : Forgetter 1                     | MISSION 《忘我》Ⅰ       | Misshon « Bōga » I          | 13 juillet 2023       |
| 2 (14)  | Mission : Forgetter 2                     | MISSION 《忘我》ⅠⅠ      | Misshon « Bōga » II         | 20 juillet 2023       |
| 3 (15)  | Mission : Forgetter 3                     | MISSION 《忘我》ⅠⅠⅠ     | Misshon « Bōga » III        | 27 juillet 2023       |
| 4 (16)  | Mission : Forgetter 4                     | MISSION 《忘我》IV      | Misshon « Bōga » IV         | 3 août 2023           |
| 5 (17)  | Dossier : Monika, nom de code Glink       | File 《氷刃》のモニカ   | Fairu « Hyojin » no Monika  | 10 août 2023          |
| 6 (18)  | Dossier : Thea, nom de code Dreamspeaker  | File 《夢語》のティア   | Fairu « Yumegatari » no Tia | 17 août 2023          |
| 7 (19)  | Dossier : Anett, nom de code Forgetter    | File 《忘我》のアネット | Fairu « Bōga » no Anetto    | 24 août 2023          |
| 8 (20)  | Mission : Dreamspeaker 1                  | MISSION 《夢語》I       | Misshon « Yumegatari » I    | 31 août 2023          |
| 9 (21)  | Mission : Dreamspeaker 2                  | MISSION 《夢語》II      | Misshon « Yumegatari » II   | 7 septembre 2023      |
| 10 (22) | Mission : Dreamspeaker 3                  | MISSION 《夢語》III     | Misshon « Yumegatari » III  | 14 septembre 2023     |
| 11 (23) | Mission : Dreamspeaker 4                  | MISSION 《夢語》IV      | Misshon « Yumegatari » IV   | 21 septembre 2023     |
| 12 (24) | Dossier : Lily, nom de code Flower Garden | File《花園》のリリィ    | Fairu « Hanazono » no Riri  | 28 septembre 2023     |

#### Programme spécial
La première partie d'un « programme spécial », intitulé Gokujō Spy Mission (極上スパイミッション, Gokujō supai misshon), est diffusée le 4 janvier 2023. Présentée par Yūichirō Umehara (voix de Klaus), elle voit s'affronter les comédiennes de quatre des sept jeunes espionnes de la série (Sora Amamiya, Nao Tōyama, Ayane Sakura, Tomori Kusunoki) pour « devenir l'espionne ultime ». La deuxième partie sera diffusée le 23 février 2023, en remplacement de l'épisode no 8 de l'animé, reporté en raison de la pandémie de Covid-19.

## Théâtre
Il est annoncé lors de l'évènement Fantasia Bunko Daikanshasai Online 2023 la création d'un spectacle sur scène, pour une série de 13 représentations du 20 au 28 janvier 2024 au Ginza Hakuhinkan Theater de Tokyo.
Le casting est différent de celui de l'anime :
- Yui Yokoyama dans le rôle de Lily ;
- Fuyuna Asakura (ja) dans le rôle de Grete ;
- Makoto Renjō dans le rôle de Klaus ;
- Fuyuna Asakura dans le rôle de Grete ;
- Sena dans le rôle de Sibylla ;
- Sana Hoshimori dans le rôle de Monika ;
- Haruna Ishii dans le rôle de Thea ;
- Kaoru Takaoka dans le rôle de Sara
- Saki Kitazawa (ja) dans le rôle d'Annette ;
- Ui Sakura dans le rôle d'Erna[36].

## Réception
Le premier volume du light novel remporte le Ranobe News Online Award dans la catégorie Nouvelle œuvre et la catégorie Générale. Dans le Kono Light Novel ga Sugoi! de 2021, la série se classe deuxième dans la catégorie bunkobon. En septembre 2021, la série s'est vendue à 500 000 unités entre les versions numérique et imprimée.
La série de light novel est également lauréate du 32e Grand Prix Fantasia (ja) de 2020.

### Édition japonaise

#### Light novel
1. 1 2 3  (ja) « スパイ教室13 《燎火》のクラウス », sur Kadokawa (consulté le 17 mars 2025).
2. 1 2 3  (ja) « スパイ教室 短編集05 『焔』より愛をこめて », sur Kadokawa (consulté le 10 janvier 2024).
3. 1 2  (ja) « スパイ教室01 《花園》のリリィ », sur Kadokawa (consulté le 21 décembre 2021).
4. 1 2  (ja) « スパイ教室02 《愛娘》のグレーテ », sur Kadokawa (consulté le 21 décembre 2021).
5. 1 2  (ja) « スパイ教室03 《忘我》のアネット », sur Kadokawa (consulté le 21 décembre 2021).
6. 1 2  (ja) « スパイ教室04 《夢語》のティア », sur Kadokawa (consulté le 21 décembre 2021).
7. 1 2  (ja) « スパイ教室 短編集01 私を愛したスパイ先生 », sur Kadokawa (consulté le 21 décembre 2021).
8. 1 2  (ja) « スパイ教室05 《愚人》のエルナ », sur Kadokawa (consulté le 21 décembre 2021).
9. 1 2  (ja) « スパイ教室06 《百鬼》のジビア », sur Kadokawa (consulté le 21 décembre 2021).
10. 1 2  (ja) « スパイ教室 短編集02 私を愛したスパイ先生 », sur Kadokawa (consulté le 21 décembre 2021).
11. 1 2  (ja) « スパイ教室07 《氷刃》のモニカ », sur Kadokawa (consulté le 13 mars 2022).
12. 1 2  (ja) « スパイ教室08 《草原》のサラ », sur Kadokawa (consulté le 3 juillet 2022).
13. 1 2  (ja) « スパイ教室 短編集03 ハネムーン・レイカー », sur Kadokawa (consulté le 20 janvier 2023).
14. 1 2  (ja) « スパイ教室09 《我楽多》のアネット », sur Kadokawa (consulté le 19 janvier 2023).
15. 1 2  (ja) « スパイ教室 短編集04 NO TIME TO 退 », sur Kadokawa (consulté le 7 avril 2023).
16. 1 2  (ja) « スパイ教室10 《高天原》のサラ », sur Kadokawa (consulté le 27 juin 2023).
17. 1 2  (ja) « スパイ教室11 《付焼刃》のモニカ », sur Kadokawa (consulté le 21 septembre 2023).
18. 1 2  (ja) « スパイ教室12 《万愚節》のエルナ », sur Kadokawa (consulté le 10 janvier 2024).

#### Manga
Première partie
1. 1 2  (ja) « スパイ教室01 », sur Kadokawa (consulté le 21 décembre 2021).
2. 1 2  (ja) « スパイ教室02 », sur Kadokawa (consulté le 21 décembre 2021).
3. 1 2  (ja) « スパイ教室03 », sur Kadokawa (consulté le 28 juin 2022).

Deuxième partie
1. 1 2  (ja) « スパイ教室2部 愛娘 01 », sur Kadokawa (consulté le 21 février 2024).
2. 1 2  (ja) « スパイ教室2部 愛娘 02 », sur Kadokawa (consulté le 21 février 2024).

Troisième partie
1. 1 2  (ja) « スパイ教室3部 忘我01 », sur Kadokawa (consulté le 21 février 2024).
2. 1 2  (ja) « スパイ教室3部 忘我02 », sur Kadokawa (consulté le 21 février 2024).

Quatrième partie
1. 1 2  (ja) « スパイ教室4部 燎火 01 », sur Kadokawa (consulté le 20 novembre 2024).
2. 1 2  (ja) « スパイ教室4部 燎火 02 », sur Kadokawa (consulté le 15 janvier 2025).